# Ширяев, Юрий Семёнович
Ю́рий Семёнович Ширя́ев (25 апреля 1932, Серпейск, ныне Калужской области — 28 октября 1989, Москва) — советский экономист, специалист в области экономической интеграции социалистических стран. Член-корреспондент АН СССР по Отделению экономики с 29 декабря 1981 года.

## Биография
Окончил экономический факультет МГУ (1956). В 1961 году защитил кандидатскую диссертацию «Сближение уровней экономического развития социалистических государств», в 1971 году — докторскую диссертацию «Проблемы формирования экономического механизма международной социалистической интеграции». Профессор (1974).
Работал в НИЭИ при Госплане СССР, Секретариате СЭВ, заместитель директора Института экономики мировой социалистической системы, с 1977 года - директор Международного института экономических проблем мировой социалистической системы. Преподавал на экономическом факультете МГУ и в Академии народного хозяйства СССР.
Член КПСС с 1962 года.
Умер в 1989 году. Похоронен на Троекуровском кладбище.

## Основные работы
- Выравнивание общей линии развития социалистических стран. — М.: Высшая школа, 1960;
- Мировое социалистическое содружество (о тенденциях и перспективах экономического развития). — М.: Экономиздат, 1963;
- Закономерности развития мировой системы социализма. — М.: Высшая школа, 1969;
- Социалистическая экономическая интеграция. — М.: Знание, 1972.
- Экономический механизм социалистической интеграции: очерк теории. — М.: Экономика, 1973;
- Социалистическая экономическая интеграция и международные экономические связи: учебное пособие. — М.: АНХ СССР, 1980;
- Международные производственные системы. — М. : Высшая школа, 1981;
- Основные направления сближения социалистических стран. М.: Наука, 1982 (редактор);
- Сотрудничество СССР с братскими странами социализма: состояние, проблемы, перспективы. — М. : Знание, 1987;
- Социалистическая внешнеэкономическая деятельность. — М.: Профиздат, 1989;
- СЭВ: 40 лет сотрудничества. — М.: Знание, 1989. — (Новое в жизни, науке, технике. Экономика; 1/1989).; ISBN 5-07-000328-3;
- Международные социалистические товарно-денежные отношения: методология, теория, практика. М.: Наука, 1990 (редактор)